# 沃森石
沃森石是一种由硫和钛组成的矿物。这种矿物是2011年在一颗编号为“大和691”的陨石中发现的。这颗陨石是日本科研人员1969年12月在南极大和山附近发现。